# ان‌جی‌سی ۱۹۶۱
ان‌جی‌سی ۱۹۶۱ (انگلیسی: NGC 1961) نام یک کهکشان در صورت فلکی زرافه است.